# Paulo Ferreira
Paulo Renato Rebocho Ferreira (n. 18 ianuarie 1979) este un fost fotbalist portughez care juca pe postul de fundaș.

## Palmares

### Club
Porto
- Primeira Liga: 2002–03, 2003–04
- Taça de Portugal: 2003
- Supertaça Cândido de Oliveira: 2003, 2004
- Cupa UEFA: 2002–03
- UEFA Champions League: 2003–04

### Chelsea
- Premier League: 2004–05, 2005–06, 2009–10
- FA Cup: 2006–07, 2008–09, 2009–10, 2011–12
- FA Community Shield: 2005, 2009
- Football League Cup: 2004–05, 2006–07
- UEFA Champions League: 2011–12
- UEFA Europa League: 2012–13

### Internațional
- Campionatul Mondial de Fotbal

Locul 4: 2006
- Campionatul European de Fotbal

Finalist: 2004

### Individual
- UEFA Team of the Year: 2002–03
- ESM Team of the Year: 2003–04

### Ordine
- Medalia Meritului, Ordem de Nossa Senhora da Conceição de Vila Viçosa (Casa de Braganza)[4]

## Statistici carieră

### Club
La 19 mai 2013.
| Club               | Ligă             | Sezon     | Campionat | Campionat | Cupă    | Cupă   | Cupa Ligii | Cupa Ligii | Europa  | Europa | Total   | Total  |
| Club               | Ligă             | Sezon     | Meciuri   | Goluri    | Meciuri | Goluri | Meciuri    | Goluri     | Meciuri | Goluri | Meciuri | Goluri |
| ------------------ | ---------------- | --------- | --------- | --------- | ------- | ------ | ---------- | ---------- | ------- | ------ | ------- | ------ |
| Estoril            | Primeira Divisão | 1997–98   | 1         | 0         | ?       | ?      | –          | –          | –       | –      | ?       | ?      |
| Estoril            | Primeira Divisão | 1998–99   | 15        | 0         | ?       | ?      | –          | –          | –       | –      | ?       | ?      |
| Estoril            | Primeira Liga    | 1999–2000 | 21        | 2         | ?       | ?      | –          | –          | –       | –      | ?       | ?      |
| Estoril            | Primeira Liga    | Total     | 37        | 2         | ?       | ?      | –          | –          | –       | –      | ?       | ?      |
| Vitória de Setúbal | Segunda Liga     | 2000–01   | 34        | 2         | ?       | ?      | –          | –          | –       | –      | ?       | ?      |
| Vitória de Setúbal | Primeira Liga    | 2001–02   | 34        | 0         | ?       | ?      | –          | –          | –       | –      | ?       | ?      |
| Vitória de Setúbal | Primeira Liga    | Total     | 68        | 2         | ?       | ?      | –          | –          | –       | –      | ?       | ?      |
| Porto              | Primeira Liga    | 2002–03   | 30        | 0         | 4       | 0      | –          | –          | 12      | 0      | 46      | 0      |
| Porto              | Primeira Liga    | 2003–04   | 32        | 0         | 5       | 0      | –          | –          | 13      | 0      | 50      | 0      |
| Porto              | Primeira Liga    | Total     | 62        | 0         | 9       | 0      | –          | –          | 25      | 0      | 96      | 0      |
| Chelsea            | Premier League   | 2004–05   | 29        | 0         | 1       | 0      | 5          | 0          | 7       | 0      | 42      | 0      |
| Chelsea            | Premier League   | 2005–06   | 21        | 0         | 3       | 1      | 1          | 0          | 6       | 0      | 31      | 1      |
| Chelsea            | Premier League   | 2006–07   | 24        | 0         | 5       | 0      | 2          | 0          | 6       | 0      | 37      | 0      |
| Chelsea            | Premier League   | 2007–08   | 18        | 0         | 3       | 0      | 2          | 0          | 5       | 0      | 28      | 0      |
| Chelsea            | Premier League   | 2008–09   | 7         | 0         | 1       | 0      | 2          | 0          | 2       | 0      | 12      | 0      |
| Chelsea            | Premier League   | 2009–10   | 13        | 0         | 4       | 0      | 3          | 1          | 0       | 0      | 20      | 1      |
| Chelsea            | Premier League   | 2010–11   | 21        | 0         | 1       | 0      | 1          | 0          | 5       | 0      | 28      | 0      |
| Chelsea            | Premier League   | 2011–12   | 6         | 0         | 0       | 0      | 1          | 0          | 2       | 0      | 9       | 0      |
| Chelsea            | Premier League   | 2012–13   | 2         | 0         | 2       | 0      | 1          | 0          | 2       | 0      | 7       | 0      |
| Chelsea            | Premier League   | Total     | 141       | 0         | 20      | 1      | 18         | 1          | 35      | 0      | 214     | 2      |

?Informații indisponibile.